# De Sims Dierenverhalen
De Sims Dierenverhalen (Engels: The Sims Pet Stories) is een levenssimulatiespel, het tweede in de De Sims Verhalen-reeks. De Sims Dierenverhalen is gebaseerd op De Sims 2: Huisdieren. Het spel kwam in de Verenigde Staten uit op 19 juni 2007 en op 22 juni 2007 in Europa.

## Gameplay
In De Sims Dierenverhalen moeten Sims voor hun huisdieren zorgen en ze trainen. De huisdieren die in dit spel beschikbaar zijn, zijn honden en katten.
Het spel bevat twee verhalen:
- Het eerste verhaal gaat over Alice, een vrouw die wordt geconfronteerd met financiële problemen en op het punt staat haar huis te verliezen. Daarom probeert ze met haar dalmatiër in een lokale hondenshow genoeg geld te winnen om haar huis te redden.
- Het tweede verhaal gaat over een succesvolle directeur, Steven, wiens wereld volledig verandert wanneer de onaangename kat Diva bij hem komt wonen.

De speler kan in de modus "Vrij spelen" zelf een hond of kat maken.